# Salonul numărul 6 (film din 1978)
Salonul numărul 6 (sârbă Paviljon VI) este un film iugoslav din 1978 regizat de Lucian Pintilie, o adaptare a povestirii cu același nume de Anton Cehov. A intrat în concurs la secțiunea Un Certain Regard la Festivalul de Film de la Cannes din 1979.

## Actori/Roluri
- Slobodan Perović este Dr. Andrei Yefimich Rabin
- Zoran Radmilović este Ivan Gromov
- Slavko Simić
- Ljuba Tadić
- Dragomir Čumić
- Dušan Vuisić
- Pavle Vuisić este Nikita
- Stevo Žigon